# أدلوف أوباكا
 الملازم أول أدولف أوباكا (4 يناير 1915 - 18 يونيو 1942) كان جندياً من تشيكوسلوفاكيا. كان عضوًا في مجموعة التخريب التشيكية Out Distance ، وهي مجموعة مقاومة ضد الحرب العالمية الثانية ، ومشاركًا في Operation Anthropoid ، وهي المهمة الناجحة لقتل رينهارد هايدريش.
وُلد أوباكا لعائلة من الطبقة المتوسطة في ريسِسِيه ، وانضم إلى الجيش التشيكوسلوفاكي في عام 1936 حيث خدم في فوج المشاة الثالث والأربعين في برنو. أدى اتفاق ميونيخ والاحتلال الألماني اللاحق لتشيكوسلوفاكيا إلى حل الجيش التشيكوسلوفاكي، وانتهت مسيرة أوباكا. هرب إلى شمال أفريقيا حيث خدم فيالفيلق الأجنبي الفرنسي ، وعاد بعد ذلك إلى فرنسا. ثم التحق بمجموعة Out Out وشارك في Operation Anthropoid. عثر عليه بعد أيام من قبل النازيين ، وانتحر في كنيسة القديسين سيريل وميثوديوس في براغ بعد تبادل لإطلاق النار الذي أصيب فيه.

## وصلات خارجية
- Remembrance of Operation Anthropoid members (بالتشيكية)
- Encyclopedia of Brno (بالتشيكية)
- Opalka's personal file (بالتشيكية)